# Godzilla vs. Kong
Godzilla vs. Kong – amerykański monster movie z 2021 roku w reżyserii Adama Wingarda. Czwarty film należący do franczyzy MonsterVerse studia Legendary Pictures. Jest to czwarty w historii film o Godzilli realizowany przez amerykańskie studia filmowe oraz drugi, w którym mierzy się z King Kongiem.

## Fabuła
Pięć lat po pokonaniu Króla Ghidory przez Godzillę, Kong jest umieszczony w olbrzymiej kopule na Wyspie Czaszki, gdzie monitoruje go organizacja Monarch. Potwora odwiedza Jia, adoptowana córka naukowiec Ilene Andrews. Głucha dziewczynka komunikuje się z istotą za pomocą języka migowego.
Bernie Hayes, pracownik Apex Cybernetics i prowadzący podcast dotyczący teorii spiskowych odnośnie Tytanów, zdobywa dane sugerujące złowrogie działania korporacji w placówce w Pensacoli. Ów obiekt zostaje jednak nagle zaatakowany przez Godzillę. Madison Russell, fanka podcastu Berniego, prosi swojego przyjaciela Josha o zbadanie ataków Godzilli.
Walter Simmons, dyrektor generalny Apex Cybernetics, rekrutuje Nathana Linda, byłego naukowca Monarch, aby poprowadził on poszukiwania źródła energii pochodzącego z Pustej Ziemi, ojczyzny Tytanów. Nathan początkowo się waha, ponieważ jego brat zginął podczas wyprawy w tamto miejsce z powodu silnego efektu odwrotnej grawitacji. Mężczyzna jednak przystaje na ofertę.
Nathan spotyka się z Ilene i przekonuje ją, aby to Kong poprowadził ich przez Antarktydę do Pustej Ziemi. Nathan, Ilene i zespół Apex kierowany przez córkę Simmonsa, Maię, wchodzą na pokład zmodyfikowanej barki eskortowanej przez Marynarkę Wojenną Stanów Zjednoczonych, która wiezie uspokojonego Konga. Godzilla atakuje konwój i pokonuje Konga, ale wycofuje się po tym, jak statki wyłączają swoją moc, oszukując potwora. Aby uniknąć zaalarmowania Godzilli, Kong zostaje przewieziony drogą powietrzną w stronę wejścia do wnętrza Ziemi. Jia przekonuje go, by wszedł do tunelu, podczas gdy zespół podąża za nim.
Madison i Josh znajdują Berniego, który dołącza do ich śledztwa. Razem wkradają się do zrujnowanej bazy Apex, gdzie odkrywają podziemny tajny obiekt oraz zostają nieumyślnie zamknięci w podziemnym transporcie jednoszynowym do placówki firmy w Hongkongu. Tam wpadają na test robota o kształcie Godzilli, przez co Josh nazywa go Mechagodzillą. Robot przy pomocy czaszki Króla Ghidory jest kontrolowany telepatycznie przez Rena Serizawę, syna nieżyjącego naukowca Ishirō Serizawy. Simmons zamierza wykorzystać energię Pustej Ziemi, aby pokonać ograniczenia mocy Mechagodzilli.
Wewnątrz Pustej Ziemi zespół naukowców odnajduje ekosystem podobny do Wyspy Czaszki. Odkrywają salę tronową stworzoną przez przodków Konga, w której znajdują pozostałości starożytnej wojny jego gatunku z Godzillą oraz świecący topór. Gdy identyfikują źródło zasilania, zespół Apex przesyła swoje dane z powrotem do bazy w Hongkongu, pomimo protestów Ilene. Zwabiony aktywacją Mechagodzilli, Godzilla przybywa do Hongkongu i wyczuwając Konga, bezpośrednio wierci szyb do sali tronowej swoim atomowym oddechem. W wynikającym z tego chaosie Maia i zespół Apex próbują uciec, ale ich pojazd zostaje zmiażdżony przez Konga.
Ilene, Jia i Nathan udają się do Hongkongu, gdzie Godzilla i Kong walczą. Godzilla jest początkowo obezwładniony przez Konga, ale ze starcia wychodzi zwycięsko. Wielki goryl traci przytomność. Madison, Josh i Bernie zostają złapani przez ochronę i zabrani do Simmonsa. Pomimo obaw Rena o zmienność źródła zasilania, Simmons nakazuje mu aktywować Mechagodzillę. Maszyna wymyka się spod kontroli, zabija Simmonsa, poraża prądem Rena, a następnie atakuje Hongkong. Godzilla i Mechagodzilla walczą, ale Godzilla jest przytłoczony. Nathan ożywia Konga, a Jia przekonuje go, by pomógł Godzilli. Gdy Mechagodzilla obezwładnia obu Tytanów, Josh zwiera kontrolki Mechagodzilli butelką alkoholu Berniego, przerywając na chwilę działania robota. Godzilla doładowuje topór Konga swoim atomowym oddechem, pozwalając Kongowi zniszczyć Mechagodzillę.
Madison, Bernie i Josh ponownie spotykają się z Markiem Russellem, podczas gdy Godzilla i Kong pozdrawiają się, zanim obaj rozdzielą się. Jakiś czas później Monarch zakłada swój punkt obserwacyjny na Pustej Ziemi, gdzie rządzi teraz Kong.

## Obsada
- Alexander Skarsgård – Nathan Lind
- Rebecca Hall – Ilene Andrews
- Millie Bobby Brown – Madison Russell
- Brian Tyree Henry – Bernie Hayes
- Julian Dennison – Josh Valentine
- Kaylee Hottle – Jia
- Demián Bichir – Walter Simmons
- Shun Oguri – Ren Serizawa
- Eiza González – Maya Simmons
- Kyle Chandler – dr Mark Russell
- Lance Reddick – Guillermin
- Jessica Henwick (sceny usunięte)[2]
- Ziyi Zhang – dr Ilene Chen (sceny usunięte)[2]
- Eric Petey – Kong[3]

## Produkcja

### Przygotowania
Projekt został ogłoszony w październiku 2015 roku, kiedy Legendary Pictures ogłosiło łączone uniwersum z udziałem Godzilli i King Konga. Jeden z producentów filmu, Alex Garcia potwierdził, że film nie będzie remake’em filmu King Kong kontra Godzilla (1962), deklarując, że „ideą nie jest remake’owanie tamtego filmu”. Pisanie scenariusza rozpoczęło się w marcu 2017, zaś w maju tego samego roku Adam Wingard został ogłoszony jako reżyser filmu.

### Casting
W czerwcu 2017 roku ogłoszono, że Zhang Ziyi dołączyła do MonsterVerse, odgrywając „kluczową” rolę zarówno w Godzilla II: Król potworów (2019), jak i Godzilla vs. Kong. W czerwcu 2018 roku Julian Dennison został obsadzony wraz z Vanem Martenem, wcielającym się w rolę asystenta dr Chen, a Millie Bobby Brown i Kyle Chandler wrócili do swoich ról z filmu Godzilla: Król potworów. Legendary Pictures wysłało również ofertę głównej roli do Frances McDormand. W październiku 2018 roku do obsady dołączyli Brian Tyree Henry, Demián Bichir, Alexander Skarsgård, Eiza González i Rebecca Hall. W listopadzie 2018 roku zostali obsadzeni Jessica Henwick, Shun Oguri i Lance Reddick. Dla Oguriego to był debiut w produkcji Hollywood. Na pewnym etapie produkcji Wingard rozważał cameo youtubera Jamesa Rolfe’a znanego m.in. z bycia wielkim ogromnym fanem filmów monster movies, a zwłaszcza Godzilli.

### Zdjęcia
Zdjęcia do filmu rozpoczęły w listopadzie 2018 roku na Hawajach, Australii i Hongkongu i zakończyły się w kwietniu 2019 roku.

## Premiera
W maju 2016 roku Warner Bros. ogłosiło, że premiera jest wyznaczona na 29 maja 2020 roku, jednak rok później zmieniono datę premiery na 22 maja w związku długim weekendem wypadającym w Memorial Day. Data została później zmieniona na 13 marca 2020, jednak w listopadzie 2019 roku ogłoszono, że premiera filmu została przesunięta na 20 listopada 2020. Z powodu pandemii COVID-19 premierę przesunięto na 21 maja 2021 roku.
W listopadzie 2020 roku „The Hollywood Reporter” potwierdził, że film może potencjalnie zostać wydany streamingowo. Netflix zaoferował 200-250 milionów dolarów, ale WarnerMedia zablokował umowę na korzyść własnej oferty wydania filmu w HBO Max. Jednak Warner Bros. powtórzył, że ich plany kinowe będą przebiegać zgodnie z planem. Jednak w grudniu 2020 roku Warner Bros. ogłosiło, że film, wraz z innymi filmami zaplanowanymi na 2021 rok, zostanie wydany tego samego dnia w kinach i HBO Max, z miesięcznym dostępem do jego transmisji streamingowej. Decyzja ta spotkała się z negatywną reakcją Legendary Entertainment, które oskarżyło WarnerMedia o nieprzejrzyste intencje oraz brak konsultacji w sprawie dystrybucji Diuny i Godzilli kontra Konga i rozważało podjęcie kroków prawnych. Ostatecznie obie strony w sprawie filmu zawarły porozumienie i przewidywany termin premiery został utrzymany. W styczniu 2021 roku premiera filmu została przesunięta na 26 marca 2021 i miała mieć miejsce zarówno w kinach, jak i HBO Max.
Światowa premiera Godzilli vs. Konga odbyła się 24 marca 2021 roku na rynku azjatyckim i europejskim. Z kolei premiera w Stanach Zjednoczonych została zaplanowana na 31 marca jednocześnie w kinach i w HBO Max, a w Japonii 14 maja 2021 roku. Dystrybucją filmu na całym świecie zajęło się Warner Bros. z wyjątkiem Japonii, gdzie był dystrybuowany przez Tōhō. Regal Cinemas pokazało film z limitowaną premierą po jego ponownym otwarciu 2 kwietnia 2021 roku. Premiera w Japonii została przesunięta na 2 lipca 2021 z powodu nowych ognisk COVID-19.
Polska premiera odbyła się 4 czerwca 2021 roku.

## Odbiór filmu

### Wynik finansowy
Tydzień przed wydaniem w Stanach Zjednoczonych, Godzilla kontra Kong pojawił się w 38 krajach i przewidywano, że w ciągu pierwszych pięciu dni zarobi około 70 milionów dolarów. W Chinach, gdzie potencjalne zarobki podczas otwarcia szacowano na 50 milionów dolarów, film zarobił 21,5 mln dolarów (140 mln yuanów) pierwszego dnia.
Film przekroczył prognozy i zadebiutował w kinach przynosząc łącznie 123,1 miliona dolarów, co stanowiło największe na świecie otwarcia podczas pandemii COVID-19. Jego największymi rynkami były Chiny (69,2 mln yuanów; 450,5 mln), Meksyk (6,5 mln dolarów), Australia (6,3 mln dolarów), Rosja (5,9 mln dolarów), Tajwan (5,3 mln USD), Indie (4,9 mln USD), Tajlandia (3,3 mln USD), Korea Południowa (2,8 miliona), Wietnam (2,5 miliona dolarów), Malezja (2,1 miliona dolarów) i Hiszpania (1,7 miliona dolarów). W Indonezji film zarobił 850 tys. dolarów (12,3 mld rupii).
W Stanach Zjednoczonych i Kanadzie początkowo prognozowano, że Godzilla kontra Kong zarobi około 23 miliony dolarów w ciągu weekendu otwarcia, w porównaniu do około 68 milionów dolarów na rynku sprzed pandemii. W pierwszy dzień otwarcia film zarobił 9,6 mln dolarów i po pięciu dniach osiągnął dochód w wysokości 48,5 mln dolarów, co stanowi najlepszy weekend otwarcia w czasie pandemii. „Collider” przypisał wyniki kasowe filmu „pozytywnym ustnym opiniom”. Po drugim weekendzie film uzyskał ponad 350 mln dolarów przychodów z całego świata.

### Reakcja krytyków
Film spotkał się z umiarkowanie pozytywną reakcją krytyków. W agregatorze recenzji Rotten Tomatoes 75% z 363 recenzji uznano za pozytywne, a średnia ocen wystawionych na ich podstawie wyniosła 6,40. Z kolei w agregatorze Metacritic średnia ważona ocen z 57 recenzji wyniosła 59 punktów na 100.

## Kontynuacja
Według „The Hollywood Reporter” po sukcesie filmu Legendary Pictures planuje kontynuować MonsterVerse i prowadziło wczesne rozmowy z Adamem Wingardem w sprawie reżyserowania dalszych filmów. Rozważane były różne pomysły, a jednym z potencjalnych tytułów jest Son of Kong. W styczniu 2022 roku Legendary Pictures ogłosiło, że serwis Apple TV+ zamówił serial MonsterVerse z udziałem Godzilli i innych postaci. W marcu 2022 roku australijska gazeta „The Courier Mail” doniosła o planach kręceniach kontynuacji Godzilli kontra Konga w Queensland, co wkrótce potwierdził australijski minister ds. komunikacji, infrastruktury urbanistycznej, miast oraz sztuki Paul Fletcher. Warner Bros. i Legendary Pictures potwierdziły także powrót Wingarda na stołek reżyserski oraz udział Dana Stevensa w roli głównej. W maju 2022 roku filmowi nadano roboczy tytuł Origins. W lipcu 2022 roku Tōhō potwierdziło udział Godzilli w nadchodzącym sequelu. W listopadzie 2022 roku ujawniono, że prawdopodobny tytuł kontynuacji to Godzilla and Kong. 19 kwietnia Legendary Pictures opublikowało zapowiedź przedstawiającą tytuł jako Godzilla i Kong: Nowe imperium. Premiera kontynuacji odbyła się 25 marca 2024 roku.